# Dendroseris

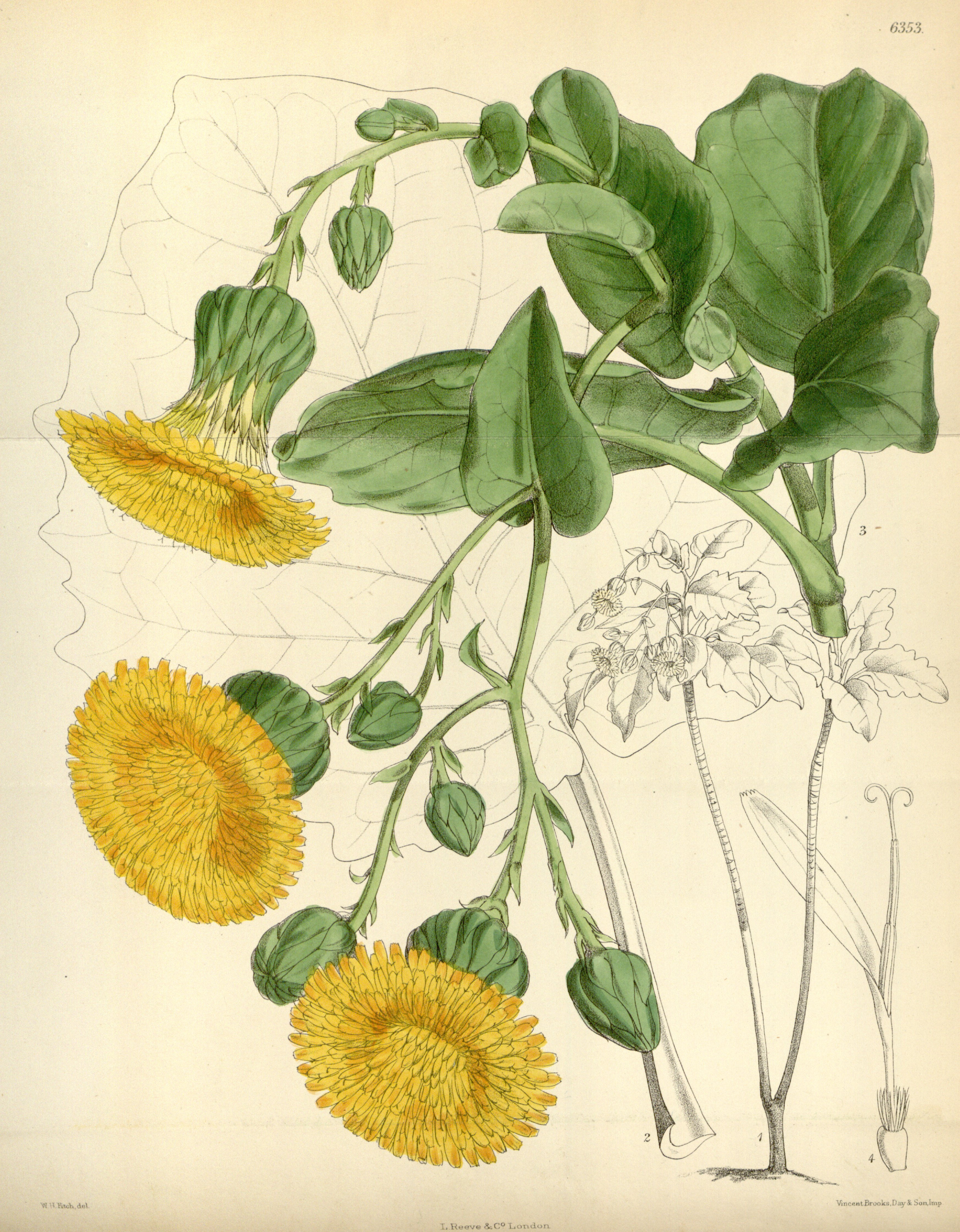
Un ejemplo de Dendroseris: Dendroseris macrophylla en Curtis's Botanical Magazine, 1878.

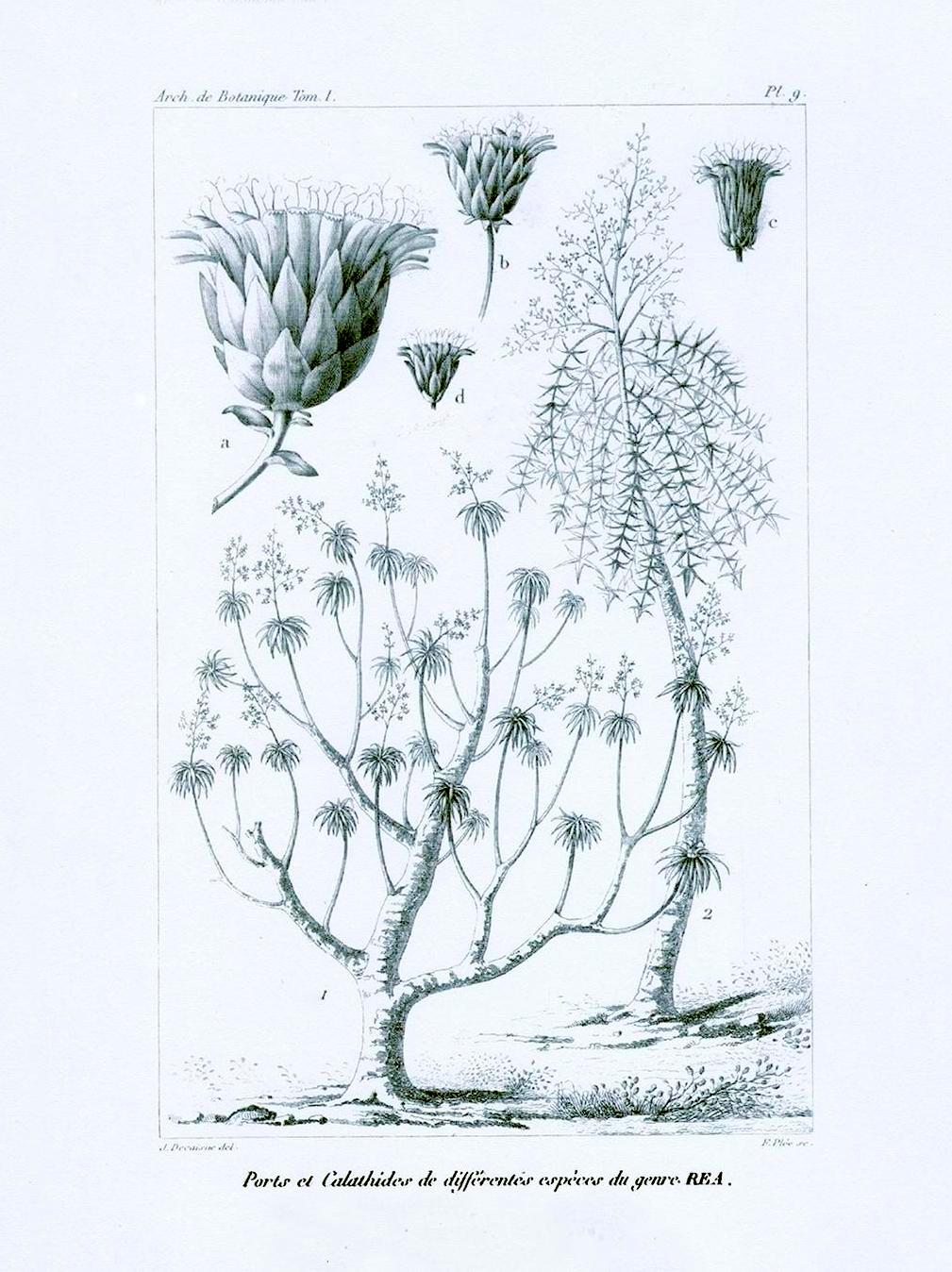
Diversas especies de Dendroseris en Joseph Decaisne, 1833: *1 - Dendroseris micrantha: vista general.
- 2- Dendroseris pinnata: Vista general.
- a- Capítulo de Dendroseris macrantha.
- b- Capítulo de Dendroseris berteriana.
- c- Capítulo de Dendroseris pinnata.
- d- Capítulo de Dendroseris micrantha.

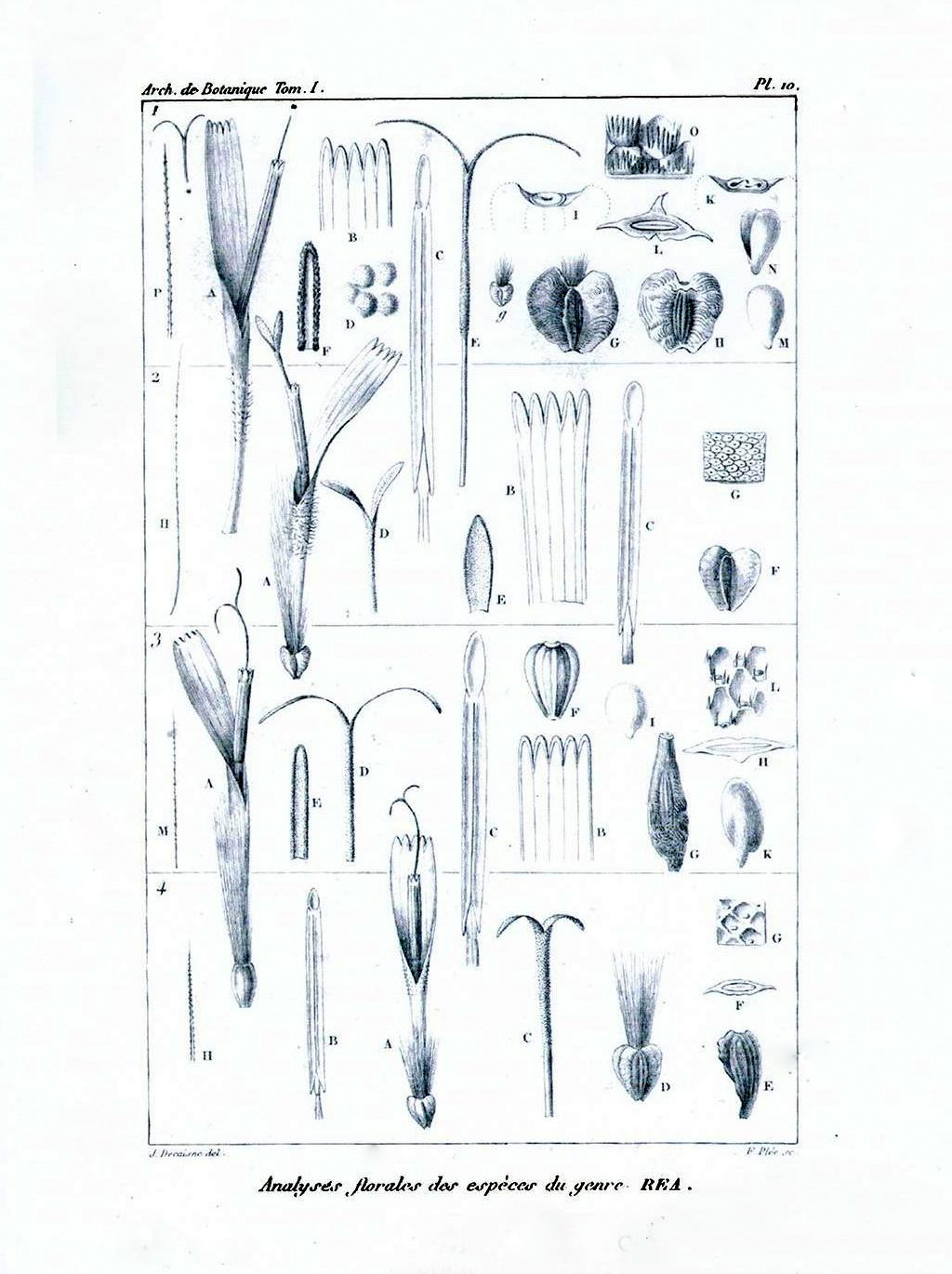
Detalles de diversas especies de Dendroseris en Joseph Decaisne, 1833: *1 - Dendroseris macrantha
- 2 - Dendroseris berteriana
- 3 - Dendroseris pinnata
- 4 - Dendroseris micrantha

Dendroseris es un género de plantas endémicas del Archipiélago Juan Fernández, a unos 650km al oeste de la costa de Chile. Comprende 11 especies aceptadas y muchas de ellas, si no todas, corren algún riesgo de vulnerabilidad debido en parte a la introducción de cabras y conejos en las islas donde habitan.
- Advertencia: Estudios moleculares recientes[3][4][5] han conducido a incluir el género Dendroseris en un nuevo concepto ampliado del género Sonchus y, consecuentemente, considerarlo, con todas sus especies, como un mero subgénero de Sonchus.[6][7][8]

## Descripción
Se trata de un género arbóreo, aunque generalmente no pasa de arbusto, que puede llegar a los 5m de altura con un tronco liso y verdoso de unos 30cm de diámetro y más o menos ramificado, con las ramas  -eventualmente huecas-  marcadas por las cicatrices de las hojas caídas y con las vivas, pecioladas, decurrentes, glabras, alternas y concentradas apicalmente. Las flores se disponen, usualmente en la base del ramillete apical de hojas, en panículas laterales de capítulos pequeños, homógamos, de lígulas con corola blanca, amarilla o naranja sobre un receptáculo, a veces hueco, desnudo y faveolado (eventualmente con membrana lacerada en numerosas fibrillas o escamitas rodeando dichas alveólas), con varias filas de brácteas involucrales, más o menos soldadas en sus bases, las exteriores siendo más cortas que las interiores. Las anteras de los estambres son aladas con la base aflechada, y el estilo del gineceo es claramente bifurcado (lo que lo diferencia claramente -entre otros caracteres- del género próximo Thamnoseris  -que lo tiene también bifurcado, pero inaprensible sin microscopio). Los frutos, generalmente algo comprimidos y a menudo heterómorfos, son cipselas inermes usualmente muy irregulares/arrugadas, como ruminadas, con o sin alas laterales más o menos desarrolladas, cuerpo longitudinalmente estriado y con ápice y base frecuentemente escotados. El vilano está conformado por abundantes pelos setáceos escábridos, delgados, sencillos, erectos, rígidos, de tamaño variable (aunque bastante cortos) y generalmente cáducos.
- Nota:Diagnosis original de D. Don:«Dendroseris: Receptaculum nudum. Pappi radiis triplici ordine subsetaceis, scabris, caducis. Involucrum polyphyllum, imbricatum; foliolis intimis elongatis, radiatis. 1, D. macrophylla.»[13] Es decir: «Receptáculo nudo (sin páleas). Vilano de 3 filas de pelos setaceos erectos, escábridos, cáducos. Involucro de múltiples brácteas imbricadas, las interiores largas y radiantes. Especie tipo: D. macrophylla.»

## Citología
El género es tetraploido, con un número básico de cromosomas de x=9.

## Taxonomía
El género fue descrito por David Don y publicado en Philosophical Magazine, or Annals of Chemistry, vol. 11, p. 388 en 1832.
Etimología
- Dendro: Del griego δενροδ y luego el latín dendrŏ, árbol.[16]
- seris: Del griego σέρις y luego el latín sěris, la achicoria.[16] O sea, la 'achicoria arbórea'.

## Subdivisiones del género en subgéneros
Anteriormente Dendroseris había sido subdividido en 3 subgéneros:
- D. (Eudendroseris), con las especies D. litoralis, D. macrantha, D. macrophylla y D. marginata.
- D. (Phoenicoseris), con D. berteroana, D. pinnata y D. regia.
- D. (Rea), con D. gigantea, D. micrantha, D. pruinata y D. neriifolia.[11][3][17]

Los posteriores estudios molecúlares han invalidado tal desmembramiento por considerar ya el género Dendroseris como mero subgénero de Sonchus.

## Especies aceptadas y sus equivalencias actuales
- Dendroseris berteroana (Decne.) Hook. & Arn. > Sonchus berteroanus (Decne.) S.-C. Kim & Mejías
- Dendroseris gigantea Johow > Sonchus lobatiflorus S.-C.Kim & Mejías
- Dendroseris litoralis Skottsb. > Sonchus brassicifolius S.-C.Kim & Mejías
- Dendroseris macrantha Skottsb. > Sonchus sinuatus  S.-C.Kim & Mejías
- Dendroseris macrophylla D.Don - Especie tipo del género > Sonchus splendens
- Dendroseris marginata Hook. & Arn. > Sonchus marginatus (Bertero ex Decne) S.-C.Kim & Mejías
- Dendroseris micrantha Hook. & Arn. > Sonchus micranthus (Bertero ex Decne) S.-C.Kim & Mejías
- ?Dendroseris mollis (Bertero ex Decne.) Hook. & Arn. - Dudosamente atribuido al género, pues, entre otras cosas, las hojas son incano-sedosa/lanudas, lo que no ocurre en ninguna otras especies del género;[6][12] pero, otros autores consideran el taxón como válido.[18]
- Dendroseris neriifolia (Decne.) Hook. & Arn. > Sonchus nerrifolius (Hook. & Arn.) S.-C.Kim & Mejías
- Dendroseris pinnata Hook. & Arn. > Sonchus phoeniciformis S.-C.Kim & Mejías
- Dendroseris pruinata (Johow) Skottsb. > Sonchus pruinatus (Johow) S.-C.Kim & Mejías
- Dendroseris regia Skottsb. > Sonchus regius (Scottsb.) S.-C.Kim & Mejías[17][6]

## Distribución de las especies aceptadas
- Dendroseris berteroana: Isla Robinson Crusoe (antes: Más a Tierra)
- Dendroseris gigantea: Isla Alejandro Selkirk (antes: Más Afuera).
- Dendroseris litoralis: Isla Santa Clara, islote de Morro Viñillo (costa sur de Más a Tierra)[11]
- Dendroseris macrantha: Isla Robinson Crusoe. En esta localidad la especie se extinguió en 1980,[19] pero en el 2006 estaba todavía presente en el islote de Morro Juanango[20]
- Dendroseris macrophylla: Isla Alejandro Selkirk.
- Dendroseris marginata: Isla Robinson Crusoe.
- Dendroseris micrantha: Isla Robinson Crusoe.
- Dendroseris neriifolia: Isla Robinson Crusoe.
- Dendroseris pinnata: Isla Robinson Crusoe.
- Dendroseris pruinata: Isla Robinson Crusoe, Isla Santa Clara.
- Dendroseris regia: Isla Alejandro Selkirk.[3]